# Bela hiša
Bela hiša (angleško White House) je uradna rezidenca predsednika Združenih držav Amerike. Zgrajena je v pozno gregorijanskem slogu. Stoji v Washingtonu, D.C., na naslovu 1600 Pennsylvania Avenue. Ime je dobila leta 1901, ko so fasado pobarvali belo.
V Beli hiši je do zdaj živel vsak ameriški predsednik razen Georgea Washingtona. Danes ima hiša 132 sob, 35 spalnic, 34 kopalnic, 412 vrat, 147 oken, 8 stopnišč, 3 dvigala, plavalni bazen, igrišče za tenis, kegljišče in lastno kinodvorano. Ena od najpomembnejših sob je tako imenovana Ovalna pisarna (Oval Office) - glavna pisarna ameriškega predsednika.

## Zgodovina
Zgradbo so začeli graditi po načrtih irskega arhitekta Jamesa Hobana in temeljni kamen je bil položen 13. oktobra 1792. Ta datum velja tudi kot ustanovni datum mesta samega, saj so z Belo hišo začeli graditi tudi mesto Washington. Šele drugi ameriški predsednik John Adams se je 1. novembra 1800 vselil vanjo.
Leta 1814 so britanski vojaki v britansko-ameriški vojni Belo hišo požgali. Njena obnova se je začela leta 1819, ponovno pod vodstvom arhitekta Jamesa Hobana.